# The Angel From The West Window
The Angel From The West Window, también conocido como The Angel Of The West Window en su reedición de 2013, es el quincuagésimo octavo álbum de estudio del grupo alemán de música electrónica Tangerine Dream. Publicado el 28 de mayo de 2011 por el sello Eastgate destaca por ser la segunda referencia de la serie denominada «Eastgate's Sonic Poems Series», álbumes que musicalizan obras clásicas de la literatura universal, en esta ocasión la novela escrita por Gustav Meyrink.
Sylvain Lupari, en su reseña para el blog Synth&Sequences, lo califica como un álbum "que no es ciertamente tan sólido como The Island Of The Fay (el primero de la serie «Eastgate's Sonic Poems Series») pero sigue siendo un álbum espléndido".

## Producción

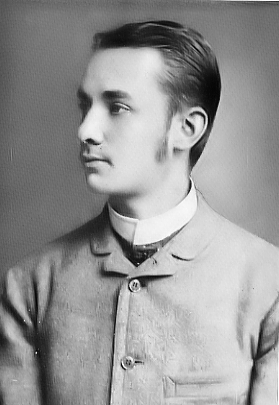
Gustav Meyrink en 1886

Grabado en 2011 en los estudios Eastgate de Viena el álbum está integrado por seis temas compuestos por Edgar Froese y tres por Thorsten Quaeschning. En la interpretación, además de Froese y Quaeschning, también participó Hoshiko Yamane interpretando el violín en algunos temas. El álbum, disponible en formato de disco compacto y descarga digital, cuenta con un libreto de 4 páginas que incluye información de la grabación, de la novela e incluye una biografía de Gustav Meyrink.
El Ángel de la Ventana de Occidente, escrita por Meyrink en 1927, es la última novela del escritor austríaco más conocido por su novela El Golem. Calificada por la crítica como una novela de terror relata el descubrimiento de los diarios personales prohibidos de John Dee, alquimista, astrólogo y mago de la reina Isabel I, por el Baron Mueller un supuesto descendiente. El argumento de la novela aborda un amplio espectro de misterios relacionados con lo oculto como la reencarnación, el paganismo, la trascendencia o la inmortalidad. La adaptación musical de Tangerine Dream sigue el mismo patrón que el primer álbum de la serie «Eastgate's Sonic Poems Series», The Island Of The Fay (2011), ya que carece de letra, es enteramente instrumental y posee un estilo electrónico.

## Lista de temas
| N.º   | Título                                 | Escritor(es)         | Duración |  |
| 1.    | «The Mysterious Gift To Mankind»       | Edgar Froese         | 10:29    |  |
| 2.    | «The Evening Before Easter»            | Edgar Froese         | 5:50     |  |
| 3.    | «Living In Eternity»                   | Edgar Froese         | 3:58     |  |
| 4.    | «The Silver Boots Of Bartlett Green»   | Thorsten Quaeschning | 7:22     |  |
| 5.    | «Hosanna Of The Damned»                | Edgar Froese         | 7:50     |  |
| 6.    | «Dream Phantom Of The Common Man»      | Edgar Froese         | 6:37     |  |
| 7.    | «The Idol Of Baphomet»                 | Thorsten Quaeschning | 6:31     |  |
| 8.    | «Hoël Dhat The Alchemist»              | Edgar Froese         | 7:10     |  |
| 9.    | «The Invisible Seal Of The Holy Tribe» | Thorsten Quaeschning | 9:36     |  |
| 65:23 |                                        |                      |          |  |

## Personal
- Edgar Froese - instrumentación, ingeniería de grabación y producción
- Thorsten Quaeschning - instrumentación e ingeniería de grabación
- Hoshiko Yamane - violín
- Harald Pairits - masterización
- Bianca F. Acquaye - producción ejecutiva